# Nikolái Ozheguin
Nikolai Afanásievich Ozheguin (en ruso: Николай Афанасьевич Ожегин; Kokshetau, URSS, 4 de mayo de 1971) es un deportista ruso que compitió en judo. Ganó una medalla de oro en el Campeonato Mundial de Judo de 1995, en la categoría de –60 kg.

## Palmarés internacional
| Campeonato Mundial | Campeonato Mundial | Campeonato Mundial | Campeonato Mundial |
| Año                | Lugar              | Medalla            | Categoría          |
| ------------------ | ------------------ | ------------------ | ------------------ |
| 1995               | Chiba (Japón)      | Medalla de oro     | –60 kg             |